# Salamony (województwo wielkopolskie)
Salamony – wieś w Polsce położona w województwie wielkopolskim, w powiecie ostrzeszowskim, w gminie Czajków.
W latach 1975–1998 miejscowość administracyjnie należała do województwa kaliskiego.
Liczba mieszkańców wsi według danych z 2011 roku wynosi 280 osób.